# Laurids Skaus Gade
Laurids Skaus Gade er en lille gade på Nørrebro, nær grænsen til Frederiksberg. Gaden løber fra Ågade til Rantzausgade og er ca. 150 m lang.
Gaden fik sit navn efter Laurids Skau (1825-1864), som var gårdmand og sønderjysk politiker og fortaler for danskheden og danskernes leder i Slesvigs Stænderforsamling.
Gaden ligger ud til "Det grønne cykelrutenet", som ligger i det gamle jernbanetracé for banen mellem Frederiksberg og Nørrebro, hvoraf en del senere blev til Nørrebroparken, lige op ad cykelbroen over Ågade.
Historien fortæller, at på et af gadeskiltene stod der L. Skaus Gade, og da der, dengang, langs gaden ud til jernbanen var plantet et hegn med træer og buske med smutgange, hvor det var muligt at gemme sig, blev gaden også kaldet "elskovsgaden". Meget passende, mente nogle, da Laurids Skau var kendt som en stor dameven.